# 拡張プレイス
「拡張プレイス」（かくちょうプレイス）は、日本の音楽ユニット・Zweiの11作目のシングル。

## 内容
- 表題曲はPS3・Xbox 360用ゲームソフト『ROBOTICS;NOTES』オープニングテーマ及び、CMソング（CMではノンクレジット）。また、アニメ系情報番組『AnimeTV』7月度のオープンニングテーマにも起用された。
- カップリング曲「MONSTER」は、共同ではあるもののAyumu名義では初の作詞作品[1]。
- ジャケットには、『ROBOTICS;NOTES』のヒロイン・瀬乃宮あき穂が描かれている。

## チャート成績
オリコンデイリーチャート最高23位を記録。2012年7月9日付のオリコンウィークリーチャートは初登場49位にランクイン。

## 収録曲
1. 拡張プレイス
作詞・作曲：志倉千代丸／編曲：大島こうすけ
2. MONSTER
作詞：Ayumu、奥村多恵子／作曲・編曲：足立賢明
  - 同曲の発表後の約10ヵ月後に発売された3rdアルバムの表題曲である「Re:Set」と同じ4年前に製作されていた曲であり[2]、2009年8月20日にshibuya eggmanにて行われたライブ「I am the Walrus vol.32」に出演した際に初披露された。
3. 拡張プレイス(off vocal)
4. MONSTER(off vocal)